# Mehdi Benabid
El Mehdi Benabid (en arabe : مهدي بنعبيد), couramment appelé « Mehdi Benabid », né le 24 janvier 1998 à Rabat, est un footballeur international marocain, jouant au poste de gardien de but au Wydad AC.

## Biographie

### Formation au Fath US et prêt
Mehdi Benabid naît et grandit à Rabat et commence à jouer au football dans son quartier avec ses amis. Lorsqu'il est jeune, ses amis lui demandent régulièrement de prendre le poste de gardien de but grâce à ses grandes performances. Il finit par se convertir définitivement en gardien de but. Il intègre dès son plus jeune âge l'académie du Fath US où il suit sa scolarité ainsi que sa formation footballistique. Il est formé par Benaissa Jemaa, entraîneur des gardiens lors de ses années en catégorie des jeunes du Fath US.
S'entraînant avec l'équipe première du Fath US en début de saison 2017-2018 sous la houlette de l'entraîneur Walid Regragui, il est prêté en deuxième division marocaine à l'IZK de Khémisset. Le 9 septembre 2017, il dispute son premier match professionnel face au MAS de Fès (défaite, 1-0). Le 24 septembre, il est l'auteur de son premier clean-sheet face au Wydad Témara (victoire, 1-0). Il termine ainsi sa première saison à la onzième place du classement du championnat.
De retour à Rabat en juillet 2018, toujours sur les ordres de Walid Regragui qui mise sur la jeunesse du centre de formation, il est titularisé durant les matchs amicaux de pré-saison avant de faire ses débuts professionnels en Botola Pro le 27 août 2018 à l'âge de vingt ans face au Kawkab Marrakech (match nul, 1-1). Le 2 septembre 2018, il dispute son premier match en Coupe du Maroc face à l'AS Salé et est l'auteur de sa première victoire (1-2).
En mai 2023, les fans du Fath US réclament le départ de Benabid à la suite d'un conflit avec le joueur qui est l'auteur d'un geste provocateur envers son propre public à l'occasion du match face à la RS Berkane (défaite, 0-1).

### AS FAR (depuis 2023)
Le 21 juillet 2023, il est signe un contrat libre de trois saisons à l'AS FAR, champion en titre du Maroc. Il hérite ainsi du numéro 16 sous la houlette de l'entraîneur Fernando Da Cruz.
Le 20 août 2023, il dispute son premier match en étant titularisé en Ligue des champions contre l'ASKO Kara (victoire, 0-1),. Il termine la saison 2023-2024 en tant que vice-champion du Maroc.

### Carrière internationale

#### Parcours junior avec le Maroc (2017-2022)
Mehdi Benabid reçoit ses premières sélections avec le Maroc olympique pour des matchs amicaux sous la houlette du sélectionneur Mark Wotte. Le 18 août 2019, il est présélectionné par Patrice Beaumelle avec le Maroc olympique pour une double confrontation contre l'équipe du Mali olympique comptant pour les qualifications à la Coupe d'Afrique des moins de 23 ans,. Quelques jours plus tard, il figure sur la liste définitive. Le Maroc ne parviendra pas à se qualifier à la CAN. En novembre 2019, il est suspendu par la Confédération africaine de football pour une altercation avec un arbitre lors d'une rencontre entre le Maroc olympique et le Mali olympique. Il est éloigné pendant trois mois des terrains de football,,,.
Le 5 juin 2021, il est convoqué par Houcine Ammouta avec le Maroc A' au Centre sportif de Maâmora dans le cadre des préparations à la Coupe arabe des nations 2021 qui a lieu en décembre 2021 en Arabie saoudite. Il n'est finalement pas retenu dans la liste définitive qui participe à cette compétition. Le 18 mars 2022, il est rappelé par Houcine Ammouta pour un stage de préparation avec le Maroc A'. Il rejoint ainsi le stage à partir du 21 mars 2022.
Il retourne en équipe du Maroc olympique en juillet 2022, lorsqu'il est convoqué par Hicham Dmii pour figurer sur sa liste de la sélection qui prend part aux Jeux de la solidarité islamique qui a lieu à Konya en Turquie. La liste comprend uniquement les joueurs locaux âgés moins de 23 ans. Se retrouvant dans un groupe B composé de l'Iran, de l'Arabie saoudite et l'Azerbaïdjan, le premier match est remporté sur tapis vert à la suite du retrait de l'Iran de la compétition. Lors du deuxième match, les Marocains sont défaits par les Saoudiens sur un score de 2-0. Il est alors éliminé au premier tour après un match nul de 2-2 enregistré face à l'Azerbaïdjan. Lors de ce dernier match, les buts sont inscrits par Reda Slim et Hamza Regragui.

#### Équipe du Maroc (depuis 2023)
Le 26 mars 2022, il est appelé en renfort par Vahid Halilhodžić pour le match retour du Maroc contre la République démocratique du Congo dans le cadre des qualifications à la Coupe du monde 2022,,. Il est alors mis sur le banc pendant 90 minutes en tant que troisième gardien derrière Yassine Bounou et Munir El Kajoui.
Le 25 mars 2023, il figure sur le banc de l'équipe du Maroc en tant que troisième gardien lors du retour des Marocains mondialistes qui sont accueillis par 65 000 supporters au Stade Ibn-Batouta de Tanger à l'occasion d'un match amical face au Brésil (victoire, 2-1),,. Benabid ne fait aucune entrée en jeu. Cette victoire du Maroc entre dans l'histoire et l'équipe du Maroc devient la première équipe arabe de l'histoire à battre le Brésil. Ce match bat également une audience record au sein de la population marocaine locale avec au moins 10 millions de téléspectateurs,. Cependant, Benabid reçoit les éloges de Walid Regragui. Il déclare à propos de Benabid : « Si il reste travailler fort, ça sera un très grand travail. On doit patienter avec lui. ».
Sélectionné en septembre 2023, le premier match contre le Liberia, entrant dans le cadre des qualifications à la CAN 2023 est annulé et reporté à la suite du séisme du Maroc,. Cependant, le deuxième match prévu en amical contre le Burkina Faso est maintenu et joué au Stade Bollaert-Delelis de Lens,. Lors de ce match, il laisse place au gardien numéro un Yassine Bounou (victoire, 1-0),.
En décembre 2023, il est présélectionné par Walid Regragui dans une liste de 55 joueurs pour disputer la CAN 2024 en Côte d'Ivoire.  Le 28 décembre 2023, il est retenu dans la liste des vingt-sept joueurs marocains sélectionnés par Walid Regragui pour disputer la Coupe d'Afrique des nations 2023,,. Mehdi Benabid, bien que membre de l'équipe, ne participe à aucun match durant la Coupe d'Afrique des Nations 2023, Yassine Bounou étant privilégié au poste de gardien de but. Cette stratégie contribue à l'avancée de l'équipe marocaine jusqu'aux huitièmes de finale de la compétition. 

### Statistiques détaillées
| Saison                | Club                  | Championnat           | Championnat | Championnat | Championnat | Coupe(s) nationale(s) | Coupe(s) nationale(s) | Coupe(s) nationale(s) | Compétition(s) continentale(s) | Compétition(s) continentale(s) | Compétition(s) continentale(s) | Compétition(s) continentale(s) | Maroc | Maroc | Maroc | Total | Total | Total |
| Saison                | Club                  | Division              | M.          | B.          | P.d.        | M.                    | B.                    | P.d.                  | Comp.                          | M.                             | B.                             | P.d.                           | M.    | B.    | P.d.  | M.    | B.    | P.d.  |
| 2017-2018             | IZ Khémisset          | Botola Pro2           | 10          | 0           | 0           | -                     | -                     | -                     | -                              | -                              | -                              | -                              | -     | -     | -     | 10    | 0     | 0     |
| Sous-total            | Sous-total            | Sous-total            | 10          | 0           | 0           | -                     | -                     | -                     | -                              | -                              | -                              | -                              | -     | -     | -     | 10    | 0     | 0     |
| 2018-2019             | Fath US               | Botola Pro            | 23          | 0           | 1           | 1                     | 0                     | 0                     | -                              | -                              | -                              | -                              | -     | -     | -     | 24    | 0     | 1     |
| 2019-2020             | Fath US               | Botola Pro            | 9           | 0           | 0           | 2                     | 0                     | 0                     | -                              | -                              | -                              | -                              | -     | -     | -     | 11    | 0     | 0     |
| 2020-2021             | Fath US               | Botola Pro            | 18          | 0           | 0           | -                     | -                     | -                     | -                              | -                              | -                              | -                              | -     | -     | -     | 18    | 0     | 0     |
| 2021-2022             | Fath US               | Botola Pro            | 23          | 0           | 0           | -                     | -                     | -                     | -                              | -                              | -                              | -                              | -     | -     | -     | 23    | 0     | 0     |
| 2022-2023             | Fath US               | Botola Pro            | 23          | 0           | 0           | -                     | -                     | -                     | -                              | -                              | -                              | -                              | 0     | 0     | 0     | 23    | 0     | 0     |
| Sous-total            | Sous-total            | Sous-total            | 96          | 0           | 1           | 3                     | 0                     | 0                     | -                              | -                              | -                              | -                              | 0     | 0     | 0     | 99    | 0     | 1     |
| 2023-2024             | AS FAR                | Botola Pro            | 12          | 0           | 0           | -                     | -                     | -                     | C1                             | 4                              | 0                              | 0                              | 0     | 0     | 0     | 16    | 0     | 0     |
| Total sur la carrière | Total sur la carrière | Total sur la carrière | 118         | 0           | 1           | 3                     | 0                     | 0                     | -                              | 4                              | 0                              | 0                              | 0     | 0     | 0     | 125   | 0     | 1     |

## Palmarès

### En club
- AS FAR :
  - Botola Pro :
    - Vice-champion : 2024.

  - Coupe du Trône :
    - Finaliste : 2023

### Distinctions personnelles
- Prix du meilleur gardien de but du Championnat du Maroc : 2022–23

## Vie privée

### Humanitaire
Le 9 septembre 2023, alors qu'il se trouve à Agadir, il se présente exclusivement à l'hôpital avec ses coéquipiers de la sélection marocaine pour un don de sang pour les blessés du séisme au Maroc,,.